# Francisco Albelda
Albelda  Tormo est un nom espagnol. Le premier nom de famille, en général paternel, est Albelda ; le second, en général maternel, souvent omis, est Tormo.
Francisco Ramón Albelda Tormo (né le 11 octobre 1955 à La Pobla Llarga dans la province de Valence) est un coureur cycliste espagnol. Professionnel de 1979 à 1983, il a notamment remporté une étape du Tour d'Espagne.
Son frère aîné José Albelda fut également coureur cycliste professionnel.

## Palmarès
- 1978
  - 3e de la Vuelta Vinaroz
- 1979
  - 17e étape du Tour d'Espagne
  - GP Llodio
- 1980
  - 6e étape du Tour de Cantabrie
- 1981
  - Prologue du Tour d'Aragon (contre-la-montre par équipes)
  - 3e du Tour d'Aragon
- 1982
  - 2e du Mémorial Manuel Galera
  - 2e de Saragosse-Sabiñánigo

## Résultats sur les grands tours

### Tour de France
3 participations
- 1980 : abandon (2e étape)
- 1981 : 103e
- 1982 : abandon (4e étape)

### Tour d'Espagne
4 participations 
- 1979 : 57e, vainqueur de la 17e étape
- 1980 : 44e
- 1981 : abandon
- 1983 : non-partant (13e étape)